# Sportverein Darmstadt 1898 1979-1980
Questa voce raccoglie le informazioni riguardanti lo Sportverein Darmstadt 1898 nelle competizioni ufficiali della stagione 1979-1980.

## Stagione
Nella stagione 1979-1980 il Darmstadt, allenato da Jörg Berger e Werner Olk, concluse il campionato di 2. Bundesliga al 4º posto. In Coppa di Germania il Darmstadt fu eliminato agli ottavi di finale dal Colonia.

## Rosa
| N. |                          | Ruolo | Calciatore         |
| -- | ------------------------ | ----- | ------------------ |
|    | Germania (bandiera)      | P     | Dieter Rudolf      |
|    | Germania (bandiera)      | D     | Andreas Karow      |
|    | Corea del Sud (bandiera) | D     | Min-Hai Kim        |
|    | Germania (bandiera)      | D     | Gerhard Kleppinger |
|    | Germania (bandiera)      | D     | Günter Menges      |
|    | Germania (bandiera)      | D     | Günther Reinhardt  |
|    | Germania (bandiera)      | D     | Willi Wagner       |
|    | Germania (bandiera)      | D     | Edwin Westenberger |
|    | Germania (bandiera)      | C     | Walter Bechtold    |
|    | Germania (bandiera)      | C     | Rudolf Collet      |
|    | Germania (bandiera)      | C     | Uwe Hahn           |

| N. |                          | Ruolo | Calciatore          |
| -- | ------------------------ | ----- | ------------------- |
|    | Germania (bandiera)      | C     | Jürgen Kalb         |
|    | Corea del Sud (bandiera) | C     | Chin-Kook Kim       |
|    | Germania (bandiera)      | C     | Heinz-Rudolf Weiler |
|    | Germania (bandiera)      | C     | Willibald Weiss     |
|    | Germania (bandiera)      | A     | Roland Best         |
|    | Germania (bandiera)      | A     | Peter Cestonaro     |
|    | Germania (bandiera)      | A     | Ewald Dietrich      |
|    | Germania (bandiera)      | A     | Rainer Korlatzki    |
|    | Germania (bandiera)      | A     | Horst Neumann       |
|    | Germania (bandiera)      | A     | Alfred Seiler       |
|    | Germania (bandiera)      | A     | Joachim Weber       |

## Organigramma societario
Area tecnica
- Allenatore: Werner Olk
- Allenatore in seconda:
- Preparatore dei portieri:
- Preparatori atletici:

## Calciomercato

### Sessione estiva
| Acquisti | Acquisti      | Acquisti          | Acquisti |
| R.       | Nome          | da                | Modalità |
| -------- | ------------- | ----------------- | -------- |
| C        | Rudolf Collet | Magonza           |          |
| D        | Andreas Karow | Amburgo           |          |
| D        | Günter Menges | Kaiserslautern    |          |
| A        | Horst Neumann | St. Pauli         |          |
| A        | Alfred Seiler | Kickers Offenbach |          |

| Cessioni | Cessioni        | Cessioni              | Cessioni |
| R.       | Nome            | a                     | Modalità |
| -------- | --------------- | --------------------- | -------- |
| A        | Beom-geun Cha   | Eintracht Francoforte |          |
| C        | Manfred Drexler | Schalke 04            |          |
| C        | Kurt Eigl       | Bayer Leverkusen      |          |
| D        | Otto Frey       | VfR Bürstadt          |          |

### Sessione invernale
| Acquisti | Acquisti | Acquisti | Acquisti |
| R.       | Nome     | da       | Modalità |
| -------- | -------- | -------- | -------- |

| Cessioni | Cessioni | Cessioni | Cessioni |
| R.       | Nome     | a        | Modalità |
| -------- | -------- | -------- | -------- |

## Risultati

### 2. Bundesliga

#### Girone di andata
| 28 luglio 1979 1ª giornata |  | – Turno di riposo |  |  |

| Arbitro: | Huster |

|                                         |           |  |
| Karow 11’ Bechtold 54’ (rig.) Weber 89’ | Marcatori |  |

| Arbitro: | Theobald |

|  |           |                           |
|  | Marcatori | 26’ Seiler 90’ Kleppinger |

| Arbitro: | Föckler |

|                                                   |           |  |
| Cestonaro 13’, 17’, 51’, 59’ Weiss 18’ Collet 78’ | Marcatori |  |

| Arbitro: | Gaus |

|                       |           |  |
| Ruhs 3’ Killmaier 19’ | Marcatori |  |

| Arbitro: | Messmer |

|            |           |                                         |
| Collet 44’ | Marcatori | 36’ Brendel 38’ (rig.) Größler 74’ Wolf |

| Arbitro: | Hellwig |

|            |           |  |
| Krause 41’ | Marcatori |  |

| Arbitro: | Schmoock |

|                         |           |            |
| Cestonaro 16’ Weiss 55’ | Marcatori | 31’ Bührer |

| Fürth 23 settembre 1979 9ª giornata | Fürth   | 0 – 0 referto | Darmstadt | Sportpark Ronhof (5 000 spett.)\| Arbitro: \| Regneri \| |
| Arbitro:                            | Regneri |               |           |                                                          |

| Arbitro: | Scheffner |

|                                                                               |           |           |
| Neumann 12’, 43’ Bechtold 41’ (rig.) Menges 58’ Cestonaro 72’, 78’ Weiler 88’ | Marcatori | 75’ Spohr |

| Arbitro: | Luca |

|  |           |            |
|  | Marcatori | 90’ Schulz |

| Arbitro: | Walz |

|            |           |                     |
| Piller 90’ | Marcatori | 88’ (rig.) Bechtold |

| Arbitro: | Ferro |

|                                                  |           |                    |
| Weiler 34’ Neumann 59’, 84’ (rig.) Korlatzki 80’ | Marcatori | 75’ (rig.) Quasten |

| Arbitro: | Linn |

|                               |           |                     |
| Wesseler 64’, 86’ Mattern 75’ | Marcatori | 51’ (rig.) Bechtold |

| Arbitro: | Gschwender |

|                              |           |  |
| Korlatzki 10’, 33’ Weber 63’ | Marcatori |  |

| Arbitro: | Sahner |

|                          |           |  |
| Harforth 44’ Günther 89’ | Marcatori |  |

| Arbitro: | Könen |

|                                            |           |  |
| Seiler 1’ Weiss 26’ Hahn 68’ Best 74’, 83’ | Marcatori |  |

| Arbitro: | Aulenbacher |

|                              |           |  |
| Neumann 29’ Westenberger 32’ | Marcatori |  |

| Arbitro: | Clajus |

|                                                      |           |                                                       |
| Sandhowe 22’, 81’ (rig.) Hofmann 45’ Kalb 79’ (aut.) | Marcatori | 24’ Collet 43’ Neumann 44’ (rig.) Bechtold 77’ Seiler |

| Arbitro: | Walz |

|            |           |                              |
| Wagner 85’ | Marcatori | 49’ Stocker 75’ (aut.) Karow |

| Arbitro: | Dölfel |

|                       |           |            |
| Emmerich 52’ Heck 76’ | Marcatori | 64’ Collet |

#### Girone di ritorno
| 19 gennaio 1980 22ª giornata |  | – Turno di riposo |  |  |

| Arbitro: | Pickard |

|  |           |                      |
|  | Marcatori | 38’ Karow 57’ Collet |

| Arbitro: | Treib |

|                                |           |           |
| Kalb 9’ Neumann 16’ Wagner 54’ | Marcatori | 12’ Göbel |

| Arbitro: | Michel |

|                        |           |             |
| Allgöwer 8’ Nickel 80’ | Marcatori | 37’ Neumann |

| Arbitro: | Ulm |

|                            |           |                 |
| Wagner 16’, 27’ Collet 67’ | Marcatori | 63’ Slijepcevic |

| Arbitro: | Correll |

|                    |           |                                        |
| Größler 65’ (rig.) | Marcatori | 19’, 54’ (rig.), 71’ Neumann 33’ Karow |

| Arbitro: | Quindeau |

|  |           |            |
|  | Marcatori | 90’ Kutzop |

| Arbitro: | Glaw |

|          |           |  |
| Harm 66’ | Marcatori |  |

| Arbitro: | Scheffner |

|                           |           |  |
| Klump 8’ (aut.) Weber 11’ | Marcatori |  |

| Arbitro: | Walz |

|              |           |                          |
| Hoffmann 64’ | Marcatori | 28’ Weiss 66’ Kleppinger |

| Arbitro: | Regneri |

|                                                |           |                             |
| Marek 23’ Wilhelmi 39’ Ettmayer 53’ Derigs 59’ | Marcatori | 59’ Weber 90’ (rig.) Seiler |

| Arbitro: | Schmidhuber |

|                    |           |            |
| Best 14’ Weber 35’ | Marcatori | 89’ Künkel |

| Arbitro: | Vielsack |

|               |           |  |
| Kalb 45’, 66’ | Marcatori |  |

| Homburg 19 aprile 1980 35ª giornata | Homburg  | 0 – 0 referto | Darmstadt | Waldstadion (1 500 spett.)\| Arbitro: \| Langhans \| |
| Arbitro:                            | Langhans |               |           |                                                      |

| Arbitro: | Clajus |

|                                  |           |  |
| Weber 24’ Cestonaro 59’ Kalb 73’ | Marcatori |  |

| Arbitro: | Dahler |

|            |           |  |
| Beller 61’ | Marcatori |  |

| Arbitro: | Ermer |

|                                     |           |  |
| Bechtold 41’ Kalb 66’ Cestonaro 90’ | Marcatori |  |

| Arbitro: | Gaus |

|                                |           |                               |
| Schenk 42’ Krostina 59’ (rig.) | Marcatori | 73’ (rig.) Bechtold 80’ Weiss |

| Arbitro: | Nickel |

|  |           |            |
|  | Marcatori | 83’ Collet |

| Arbitro: | Langhans |

|                                                                    |           |              |
| Westenberger 42’ Wagner 62’ Cestonaro 75’, 87’ Bechtold 88’ (rig.) | Marcatori | 82’ Sandhowe |

| Arbitro: | Engel |

|                 |           |            |
| Beierlorzer 69’ | Marcatori | 28’ Collet |

### Coppa di Germania
| Arbitro: | Kohnen |

|             |           |                     |
| Martini 38’ | Marcatori | 23’ Weiler 64’ Best |

| Arbitro: | Hontheim |

|                                                |           |  |
| Bechtold 23’ Neumann 40’ Seiler 58’ Weiler 87’ | Marcatori |  |

| Arbitro: | Walz |

|                                                                                   |           |                  |
| Kalb 15’ (rig.) Collet 22’, 27’ (rig.) Weber 39’ Neumann 51’ Karow 56’ Menges 86’ | Marcatori | 19’ Hey 55’ Goll |

| Arbitro: | Heitmann |

|                       |           |           |
| Neumann 20’, 59’, 64’ | Marcatori | 79’ Weber |

## Statistiche

### Statistiche di squadra
| Competizione      | Punti | In casa | In casa | In casa | In casa | In casa | In casa | In trasferta | In trasferta | In trasferta | In trasferta | In trasferta | In trasferta | Totale | Totale | Totale | Totale | Totale | Totale | DR  |
| Competizione      | Punti | G       | V       | N       | P       | Gf      | Gs      | G            | V            | N            | P            | Gf           | Gs           | G      | V      | N      | P      | Gf     | Gs     | DR  |
| ----------------- | ----- | ------- | ------- | ------- | ------- | ------- | ------- | ------------ | ------------ | ------------ | ------------ | ------------ | ------------ | ------ | ------ | ------ | ------ | ------ | ------ | --- |
| 2. Bundesliga     | 48    | 20      | 16      | 0       | 4       | 57      | 14      | 20           | 5            | 6            | 9            | 24           | 28           | 40     | 21     | 6      | 13     | 81     | 42     | +39 |
| Coppa di Germania | -     | 2       | 2       | 0       | 0       | 11      | 2       | 2            | 1            | 0            | 1            | 3            | 4            | 4      | 3      | 0      | 1      | 14     | 6      | +8  |
| Totale            | 48    | 22      | 18      | 0       | 4       | 68      | 16      | 22           | 6            | 6            | 10           | 27           | 32           | 44     | 24     | 6      | 14     | 95     | 48     | +47 |

### Andamento in campionato
| Giornata  | 1  | 2 | 3 | 4 | 5 | 6 | 7  | 8 | 9 | 10 | 11 | 12 | 13 | 14 | 15 | 16 | 17 | 18 | 19 | 20 | 21 | 22 | 23 | 24 | 25 | 26 | 27 | 28 | 29 | 30 | 31 | 32 | 33 | 34 | 35 | 36 | 37 | 38 | 39 | 40 | 41 | 42 |
| --------- | -- | - | - | - | - | - | -- | - | - | -- | -- | -- | -- | -- | -- | -- | -- | -- | -- | -- | -- | -- | -- | -- | -- | -- | -- | -- | -- | -- | -- | -- | -- | -- | -- | -- | -- | -- | -- | -- | -- | -- |
| Luogo     |    | C | T | C | T | C | T  | C | T | C  | C  | T  | C  | T  | C  | T  | C  | C  | T  | C  | T  |    | T  | C  | T  | C  | T  | C  | T  | C  | T  | T  | C  | C  | T  | C  | T  | C  | T  | T  | C  | T  |
| Risultato |    | V | V | V | P | P | P  | V | N | V  | P  | N  | V  | P  | V  | P  | V  | V  | N  | P  | P  |    | V  | V  | P  | V  | V  | P  | P  | V  | V  | P  | V  | V  | N  | V  | P  | V  | N  | V  | V  | N  |
| Posizione | 12 | 5 | 3 | 1 | 3 | 8 | 13 | 9 | 8 | 8  | 10 | 9  | 7  | 9  | 8  | 8  | 8  | 7  | 7  | 9  | 9  | 9  | 9  | 8  | 9  | 7  | 7  | 8  | 10 | 8  | 8  | 8  | 7  | 7  | 6  | 5  | 7  | 5  | 4  | 4  | 4  | 4  |

Legenda:

Luogo: C = Casa; T = Trasferta. Risultato: V = Vittoria; N = Pareggio; P = Sconfitta.

### Statistiche dei giocatori
| Giocatore       | 2. Bundesliga | 2. Bundesliga | 2. Bundesliga | 2. Bundesliga | Coppa di Germania | Coppa di Germania | Coppa di Germania | Coppa di Germania | Totale   | Totale | Totale      | Totale     |
| Giocatore       | Presenze      | Reti          | Ammonizioni   | Espulsioni    | Presenze          | Reti              | Ammonizioni       | Espulsioni        | Presenze | Reti   | Ammonizioni | Espulsioni |
| --------------- | ------------- | ------------- | ------------- | ------------- | ----------------- | ----------------- | ----------------- | ----------------- | -------- | ------ | ----------- | ---------- |
| W. Bechtold     | 29            | 8             | 3             | 0             | 1                 | 1                 | 0                 | 0                 | 30       | 9      | 3           | 0          |
| R. Best         | 15            | 3             | 1             | 0             | 1                 | 1                 | 0                 | 0                 | 16       | 4      | 1           | 0          |
| P. Cestonaro    | 18            | 11            | 0             | 0             | 0                 | 0                 | 0                 | 0                 | 18       | 11     | 0           | 0          |
| R. Collet       | 33            | 8             | 3             | 0             | 3                 | 2                 | 0                 | 0                 | 36       | 10     | 3           | 0          |
| E. Dietrich     | 1             | 0             | 0             | 0             | 0                 | 0                 | 0                 | 0                 | 1        | 0      | 0           | 0          |
| U. Hahn         | 11            | 1             | 0             | 0             | 0                 | 0                 | 0                 | 0                 | 11       | 1      | 0           | 0          |
| J. Kalb         | 40            | 5             | 1             | 0             | 4                 | 1                 | 0                 | 0                 | 44       | 6      | 1           | 0          |
| A. Karow        | 36            | 3             | 8             | 0             | 4                 | 1                 | 0                 | 0                 | 40       | 4      | 8           | 0          |
| C. Kim          | 0             | 0             | 0             | 0             | 0                 | 0                 | 0                 | 0                 | 0        | 0      | 0           | 0          |
| M. Kim          | 4             | 0             | 0             | 0             | 0                 | 0                 | 0                 | 0                 | 4        | 0      | 0           | 0          |
| G. Kleppinger   | 32            | 2             | 3             | 1             | 4                 | 0                 | 0                 | 0                 | 36       | 2      | 3           | 1          |
| R. Korlatzki    | 8             | 3             | 1             | 0             | 1                 | 0                 | 0                 | 0                 | 9        | 3      | 1           | 0          |
| G. Menges       | 17            | 1             | 4             | 0             | 4                 | 1                 | 1                 | 0                 | 21       | 2      | 5           | 0          |
| H. Neumann      | 28            | 11            | 2             | 0             | 2                 | 2                 | 0                 | 0                 | 30       | 13     | 2           | 0          |
| G. Reinhardt    | 2             | 0             | 0             | 0             | 0                 | 0                 | 0                 | 0                 | 2        | 0      | 0           | 0          |
| D. Rudolf       | 40            | 0             | 0             | 0             | 4                 | 0                 | 0                 | 0                 | 44       | 0      | 0           | 0          |
| A. Seiler       | 37            | 4             | 4             | 0             | 3                 | 1                 | 0                 | 0                 | 40       | 5      | 4           | 0          |
| W. Wagner       | 31            | 5             | 4             | 0             | 4                 | 0                 | 0                 | 0                 | 35       | 5      | 4           | 0          |
| J. Weber        | 27            | 6             | 3             | 0             | 3                 | 2                 | 0                 | 0                 | 30       | 8      | 3           | 0          |
| H. Weiler       | 19            | 2             | 1             | 0             | 4                 | 2                 | 0                 | 0                 | 23       | 4      | 1           | 0          |
| W. Weiss        | 37            | 5             | 3             | 0             | 4                 | 0                 | 0                 | 0                 | 41       | 5      | 3           | 0          |
| E. Westenberger | 40            | 2             | 2             | 0             | 4                 | 0                 | 1                 | 0                 | 44       | 2      | 3           | 0          |